# Arbedo-Castione
Arbedo-Castione (in dialetto ticinese Arbed-Castion) è un comune svizzero di 4 812 abitanti del Canton Ticino, nel distretto di Bellinzona. È stato istituito nel 1820 con la fusione del comune soppresso di Arbedo con la località di Castione, fino ad allora frazione del comune di Lumino; capoluogo comunale è Arbedo.

## Geografia fisica
Il comune è formato dai due nuclei di Arbedo (comprendente la frazione di Molinazzo) e Castione, siti ai due lati del fiume Moesa nel punto della sua confluenza con il fiume Ticino; il territorio comunale si estende per 21,52 km².
Arbedo-Castione è uno dei pochi comuni a essere sorto non sul delta di uno dei numerosi torrenti che segnano la valle del Ticino ma direttamente sul piano: di conseguenza il territorio comunale è stato sempre minacciato dalle fuoriuscite dei due fiumi e dalle malattie dovute alla presenza di paludi, diffuse ovunque fino alla metà del XX secolo.

## Storia
È probabile che i fiumi siano serviti da relativa protezione dalle azioni di brigantaggio che periodicamente colpivano i villaggi posti direttamente sulle principali vie di transito verso il passo del San Gottardo e il passo del San Bernardino.
Il villaggio originario si sviluppò nel Medioevo fra i due fiumi e per secoli fu strettamente collegato a quello di Lumino, tanto che il territorio comune dei due villaggi risultava indiviso ancora nel 1865, mentre la separazione in due parrocchie avvenne nel 1626. Furono secoli di povertà e di piccole dispute sul possesso dei terreni che in sostanza lasciarono i due villaggi "uniti ma divisi" fino al XIX secolo e che coinvolsero anche il vicino villaggio di Arbedo.
L'aggregazione fra Castione e Arbedo avvenne nel 1820 su proposta fatta da due delegati di Castione nel 1810 e ribadita nel 1817, e fu motivata in primo luogo dal desiderio di mitigare in qualche modo la povertà in cui si trovava la regione, sia in seguito alle guerre napoleoniche che causarono indirettamente danni a tutta la regione (le truppe di passaggio gravarono pesantemente sugli scarsi redditi della popolazione), sia a seguito di una carestia che colpì il Canton Ticino alcuni anni dopo.
La fusione provocò varie polemiche fra le poche decine di abitanti di Castione e di Arbedo (a quell'epoca Castione contava 40 abitanti, mentre Arbedo ne contava 391). L'aggregazione non pose fine alle dispute, anzi: contrastata sin dall'inizio da Lumino, che vi vedeva la perdita di alcuni suoi privilegi, sfociò dal 1840 in una serie di tentativi di secessione di Castione da Arbedo, che si conclusero solo nel 1863 con un accordo fra i tre villaggi.
Il 2 ottobre 1928 si formò, nella valle di Arbedo, un laghetto, in seguito alla grande frana che ostruì il riale Traversagna in zona Orbello. Lo scoscendimento si produsse sul versante sinistro della valle, ai piedi del monte Arbino (1 694 m s.l.m.), interessando una zona fra la val Taglio e la val Pium, di circa 2 km². Il cedimento della montagna era già stato osservato prima del 1928. Non ci furono vittime; tuttavia andarono distrutti molti boschi e i pascoli degli Alpi, allora frequentati l'estate. Sono pure scomparse tutte le cascine e le stalle dei monti Chiara, Monda e Ruscada. Distrutta, risultò anche una teleferica adibita al trasporto del legname sui monti, così pure parte della condotta d'acqua. La valle di Arbedo si arricchì così di un laghetto naturale: il laghetto d'Orbello.

## Società

### Evoluzione demografica
L'evoluzione demografica è riportata nella seguente tabella:
Abitanti censiti

## Cultura

### Istruzione
Ad Arbedo ci sono la scuola dell'infanzia e la scuola elementare; la scuola media è a Castione.